# Backlash (2018)
Backlash (2018) là một sự kiện đấu vật chuyên nghiệp pay-per-view (PPV) và WWE Network, sản xuất bởi WWE cho thương hiệu Raw và SmackDown. Nó diễn ra vào ngày 6 tháng 5 năm 2018, tại Trung tâm Prudential ở Newark, New Jersey. Đó là sự kiện thứ mười bốn trong lịch sử Backlash và sự kiện Backlash đầu tiên kể từ năm 2009 là thương hiệu kép.
Nó bao gồm chín trận đấu, bao gồm cả một trận đấu trước khi trình diễn. Trong sự kiện chính, Roman Reigns đánh bại Samoa Joe. Cũng vậy, Seth Rollins giữ WWE Intercontinental Championship đối đầu với The Miz, và A.J. Styles và Shinsuke Nakamura đã chiến đấu nhưng không có ai thắng cho WWE Championship. Chương trình cũng đáng chú ý vì trận Daniel Bryan đánh bại Big Cass, trong pay-per-view duy nhất đầu tiên của Bryan kể từ Fastlane 2015.

## Cốt truyện
Có chín trận đấu xuất phát từ cốt truyện theo kịch bản và có kết quả được xác định trước bởi WWE cho các thương hiệu Raw và SmackDown brands. cốt truyện được sản xuất trên các chương trình truyền hình hàng tuần của WWE, Monday Night Raw và SmackDown Live.
Tại WrestleMania 34, AJ Styles giữ WWE Championship đấu với Shinsuke Nakamura. Sau trận đấu, Nakamura quay gót bằng cách tấn công Styles với một cú đánh thấp. Các cuộc tấn công lặp đi lặp lại của Nakamura dẫn đến một trận tái đấu tại Greatest Royal Rumble vào ngày 27 tháng Tư, nơi Styles giữ lại danh hiệu sau khi trận đấu kết thúc. Cuối ngày hôm đó, đã có thông báo rằng Styles sẽ bảo vệ danh hiệu trong một trận tái đấu khác với Nakamura tại Backlash. Vào ngày 1 tháng 5, SmackDown, Tổng Giám đốc SmackDown Tổng Giám đốc SmackDownPaige thông báo rằng trận đấu sẽ không bị loại.
Tại WrestleMania 34, Seth Rollins đã đánh bại ˞The Miz và Finn Bálor trong một trận đấu ba bên để giành chức vô địch Liên lục địa. Đêm hôm sau trên Raw, The Miz kích hoạt quyền tái đấu tranh vô địch của mình ở Backlash. Trong Cuộc tuyển chọn nhân sự ở WWE năm 2018, Miz gia nhập vào SmackDown. Trước Backlash, Rollins giữ danh hiệu chống lại Miz, Bálor và Samoa Joe, người cũng được gia nhập SmackDown, tại Royal Rumble vĩ đại nhất trong một trận đấu thang bốn bên, khiến Rollins trở thành người bảo vệ chức vô địch tại Backlash.
Tại WrestleMania 34, Jinder Mahal đánh bại Randy Orton, Bobby Roode, và Rusev trong một trận đấu bốn bên để giành chức vô địch Hoa Kỳ. Trong tập tiếp theo của SmackDown, Orton đánh bại Roode và Rusev trong một trận đấu ba mối đe dọa để đối mặt với Mahal cho danh hiệu tại Backlash. Tuy nhiên, vào ngày 16 tháng 4 ở Raw, Mahal được gia nhập vào Raw trong cuộc tuyển chọn nhân sự và mất danh hiệu vào tay Jeff Hardy, và Mahal kích hoạt quyền tái đấu của mình tại Greatest Royal Rumble. Hardy sau đó được gia nhập SmackDown vào đêm hôm sau, khi Orton chuẩn bị đối mặt với Shelton Benjamin, Hardy đã cắt ngang lối vào của anh và thay vào đó là tham gia vào trận đấu. Tuần tiếp theo, Hardy đã phải đối mặt với Benjamin, nhưng Orton lần này đã làm gián đoạn Hardy và tham gia trận đấu. Hardy sẽ giữ chức vô địch của mình tại Greatest Royal Rumble với Mahal, khiến Hardy trở thành nhà vô địch bảo vệ chống lại Orton tại Backlash. Vào ngày 1 tháng 5 ở SmackDown, Orton và Hardy hợp tác và đánh bại Miz và Benjamin, sau đó, Orton tấn công Hardy bằng RKO.
Tại WrestleMania 34, Nia Jax đã đánh bại Alexa Bliss để giành chức vô địch Raw Women's Championship. Một trận tái đấu cho chức vô địch đã được lên kế hoạch cho Backlash.
Vào ngày 10 tháng 4 ở SmackDown, Charlotte Flair, người vừa giữ đai SmackDown Women's Championship với Asuka tại WrestleMania 34, bị tấn công bởi The IIconics (Billie Kay và Peyton Royce). Carmella đã tận dụng cơ hội và sử dụng bản giao kèo Money in the Bank và giành chức vô địch. Một trận tái đấu đã được lên lịch cho Backlash.
Tại WrestleMania 34, Brock Lesnar giữ lại chức vô địch Toàn Cầu chống lại Roman Reigns và sau đó được lên kế hoạch bảo vệ danh hiệu chống lại Reigns trong một trận đấu lồng thép tại Great Rumble Royal, mà anh đã thua Ở Raw, Reigns giải quyết trận đấu của anh chống lại Lesnar khi một Samoa Joe trở về, người đã bị chấn thương kể từ tháng Giêng, đã cắt ngang anh, gọi anh là một kẻ thất bại, và thách đấu anh tại một trận đấu tại Backlash. [11] Trong Superstar Shake-up, Joe được giao dịch với SmackDown. During the Superstar Shake-up, Joe was traded to SmackDown.
Vào ngày 17 tháng 4 ở SmackDown, Big Cass đã trở lại sau chấn thương, giúp Shinsuke Nakamura tấn công AJ Styles và Daniel Bryan trong một trận đấu mà cả hai cùng hợp tác với nhau. Tuần sau, một phân đoạn truyền hình Miz TV với khách mời đặc biệt Daniel Bryan được quảng cáo, mặc dù Bryan chưa bao giờ ra mắt. Sau đó nó được tiết lộ rằng Cass đã tấn công anh ta ở hậu trường, và lần lượt diễn ra trên Miz TV. Sau đêm đó, khi Bryan rời khỏi phòng huấn luyện viên sau khi đánh giá y khoa, Bryan thông báo rằng Tổng Giám đốc SmackDown Paige đã lên lịch một trận đấu giữa hai người cho Backlash. Tại Greatest Royal Rumble, Cass đã loại bỏ Bryan khỏi trận Royal Rumble.
Vào ngày 9 tháng 4 trong Raw, Bobby Lashley đã trở lại WWE sau mười năm vắng bóng. Cũng trong đêm đó, Kevin Owens và Sami Zay xuất hiện ở hậu trường trên Raw và cố thuyết phục Nguyên Tổng Giám đốc Kurt Angle thuê họ vì họ không thành công trong việc giành lại công việc của họ trên SmackDown tại WrestleMania 34. Góc quyết định người chiến thắng trận đấu giữa hai sẽ nhận được một hợp đồng, nhưng trận đấu kết thúc trong một đếm ngược đôi, vì vậy không ai nhận được một hợp đồng. Tuy nhiên, vào ngày 16 tháng 4 trong Buổi tuyển chọn nhân sự, Ủy viên Raw Steperie McMahonOverruled Angle và trao cả hai hợp đồng Owens và Zayn. Hai người sau đó đã tham gia vào một trận đấu nhóm 10 người, và bị đánh bại bởi đội đối phương, trong đó có Lashley và Braun Strowman. Vào ngày 30 tháng 4, Roman Reigns, Lashley và Strowman đã đánh bại Jinder Mahal, Owens và Zayn trong một trận đấu 6 người. Trong trận đấu, Strowman liên tục ép Owens và Zayn đâm vào tường chắn. Sau đó trong đêm, một trận đấu giữa Lashley và Strowman chống lại Owens và Zayn đã được thực hiện cho Backlash.
Vào ngày 4 tháng 5, một trận đấu giữa Bayley và Ruby Riott đã được lên kế hoạch cho chương trình Backlash.

## Biến cố
| Vai trò:                          | Tên:                                         |
| --------------------------------- | -------------------------------------------- |
| Người bình luận tiếng Anh         | Người bình luận tiếng Anh Michael Cole (Raw) |
| Người bình luận tiếng Anh         | Corey Graves (tất cả các trận đấu)           |
| Người bình luận tiếng Anh         | Jonathan Coachman (Raw)                      |
| Người bình luận tiếng Anh         | Tom Phillips (SmackDown)                     |
| Người bình luận tiếng Anh         | Byron Saxton (SmackDown)                     |
| Người bình luận tiếng Tây Ban Nha | Carlos Cabrera                               |
| Người bình luận tiếng Tây Ban Nha | Marcelo Rodríguez                            |
| Người bình luận tiếng Đức         | Carsten Schaefer                             |
| Người bình luận tiếng Đức         | Tim Haber                                    |
| Người bình luận tiếng Đức         | Calvin Knie                                  |
| Người thông báo chiến thắng       | Greg Hamilton (SmackDown)                    |
| Người thông báo chiến thắng       | JoJo (Raw)                                   |
| Trọng tài                         | Danilo Anfibio                               |
| Trọng tài                         | Jason Ayers                                  |
| Trọng tài                         | John Cone                                    |
| Trọng tài                         | Darrick Moore                                |
| Trọng tài                         | Chad Patton                                  |
| Trọng tài                         | Ryan Tran                                    |
| Trọng tài                         | Rod Zapata                                   |
| Người phỏng vấn                   | Renee Young                                  |
| Người phỏng vấn                   | Charly Caruso                                |
| Người phỏng vấn                   | Dasha Fuentes                                |
| Bảng hiển thị trước               | Renee Young                                  |
| Bảng hiển thị trước               | Booker T                                     |
| Bảng hiển thị trước               | Peter Rosenberg                              |
| Bảng hiển thị trước               | David Otunga                                 |
| Bảng điều khiển sau chương trình  | Renee Young                                  |
| Bảng điều khiển sau chương trình  | Peter Rosenberg                              |

### Trước buổi diễn
Trong buổi trình diễn trước, Bayley gặp Ruby Riott. Sau sự phân tâm của đội Riott Squad (Liv Morgan và Sarah Logan), Riott đã tung Riott Kick trên Bayley để giành chiến thắng.

### Kết quả sơ bộ
Chương trình được khởi đầu với trận Seth Rollins bảo vệ đai Liên lục địa chống lại The Miz. Trong trận đấu, Miz tiếp tục tấn công đầu gối Rollins. Miz thực hiện một chiêu Skull Crushing Finale trên Rollins để anh thua. Lúc đỉnh điểm, Rollins đã thực hiện ''Blackout'' trên Miz để giữ lại danh hiệu.
Tiếp theo, Nia Jax bảo vệ giải vô địch nữ với Alexa Bliss. Cuối cùng, Jax thực hiện một chiêu Samoan drop trên Bliss để giữ lại danh hiệu.
Sau đó, Jeff Hardy bảo vệ chức vô địch Hoa Kỳ với Randy Orton. Sau khi Orton bỏ lỡ một ''RKO'', Hardy đã chưởng một chiêu Twist of Fate và sau đó là Swanton Bomb để giữ lại chức vô địch.
Sau đó, một phân đoạn xảy ra với Elias đang tổ chức một buổi hòa nhạc; Đội New Day (Big E, Kofi Kingston và Xavier Woods), Rusev, Aiden English và No Way Jose's Conga (bao gồm Titus O'Neil, phi hành đoàn Apollo, Dana Brooke, Tyler Breeze và Fandango) đều làm gián đoạn Elias khi anh ta làm cố gắng thực hiện. Bobby Roode xuất hiện, tấn công Elias với một DDT Glorious khi phân đoạn kết thúc.
Trong trận đấu thứ tư, Daniel Bryan phải đối mặt với Big Cass. Cuối cùng, Bryan buộc Cass phải bị chưởng Yes Lock để giành chiến thắng. Sau trận đấu, Cass tấn công Bryan với chiêu Big Boot.
Sau đó, Carmella bảo vệ SmackDown Women's Championship trước Charlotte Flair. Flair thực hiện một Spear lên Carmella. Flair dùng chiêu ''Figure-Eight Leglock'', chỉ cho Carmella tung đòn Code of Silence. Sau đó Carmella tránh một chiêu moonsault mạnh của Flair, Carmella đá đầu gối Flair từ phía sau và tung chiêu với Flair với một jacknife jacknife holdđể giữ lại chức vô địch.
Trong trận đấu tiếp theo, AJ Styles đã bảo vệ đai WWE Championship của mình trước Shinsuke Nakamura trong trận No Disqualification. Khi Nakamura tung ''Kinshasa'', Styles tấn công đầu gối Nakamura bằng một chiếc ghế. Nakamura tung ra đòn đánh thấp trên Styles, chỉ dành cho Styles 1 đòn để trả ơn. Cuối cùng, Nakamura và Styles tấn công lẫn nhau với một cú đánh thấp đồng thời và quằn quại trong đau đớn, cả hai đều không thể trả lời số của trọng tài mười như vậy trận đấu kết thúc như một trận hòa, dẫn đến việc Styles giữ lại chức vô địch.
Trong trận đấu áp chót, Bobby Lashley và Braun Strowman tiếp quản Kevin Owens và Sami Zayn. Cuối cùng, Lashley tung một cú stalling suplex trên Owens đễ chiến thắng. Sau trận đấu, Strowman đã thực hiện một Running Powerslam trên cả Owens và Zayn.

### Sự kiện chính
Trong sự kiện chính, Roman Reigns đã chiến đấu với Samoa Joe. Trước khi trận đấu bắt đầu, Joe tấn công Reigns và đặp mặt Reigns vào một bảng thông báo. Sau khi bắt đầu trận đấu, Joe tung Coquina Clutch lên Reigns. Reigns thực hiện một cú đấm siêu nhân trên Joe rồi khiến Joe sụp đổ. Cuối cùng, Reigns đã tungmột cú Spear cho Joe để giành chiến thắng.

## Tiếp nhận
Sự kiện này đã nhận được nhiều đánh giá tiêu cực. Dave Meltzer, tử bản tin truyền hình đô vật, viết rằng "ngoài La Lâm Tư (Rollins) và Tư (Miz), đây thực sự là một màn trình diễn tồi tệ". Chương trình rất nghèo nàn rằng "một trong những sự kiện nóng nhất của năm" của WWE "thậm chí không phản ứng với hành động ngoài ý muốn của Sử Trác Mạn (Strowman)" ở gần cuối của sự kiện. Đối với sự kiện chính Joe vs Thụy An Tư (Reigns), Meltzer đã viết rằng nó chắc chắn không phải là một trận đấu hay, nó "bắt đầu một cách chán ngắt và đám đông ghét nó, như nhà sư tụng kinh một cách nhàm chán, tụng kinh cho Punk. Rất nhiều người đã rời đi ""Trận đấu đồng đội" là một mớ hỗn độn ", và kết thúc trận đấu của Nakamura-Styles là một thế giới quá tệ đến nỗi nó trở thành một trận đấu" rất tốt "thành một trận đấu" đáng thất vọng ". các trận đấu nữ, Meltzer mô tả Bayley-Riott là một trận cẩu thả nhưng lưu ý rằng đám đông ở phía sau rất quan tâm Bayley, điều này trái ngược với đám đông ít quan tâm đến trận Bliss-Jax, tiếp theo là một phân đoạn chống bắt nạt "đáng ghét" của Jax và Trong khi đó, Charlotte-Carmella là "khó để xem vì nó đã quá thân mật" cho Carmella.
Brian Campbell và Adam Silverstein của Thể thao CBS đã viết rằng nhiều kết quả trên chương trình khiến người hâm mộ "khó chịu" và không hài lòng, đặc biệt là từ trận Joe-Reigns và trận Nakamura-Styles "thất vọng từ góc độ kể chuyện." Họ mô tả rằng "không thể bỏ qua việc WWE nghèo nàn tiếp tục đối xử với người hâm mộ trung thành của chính mình như thế nào" khi WWE đã "quay trở lại trong việc đặt cược Reigns như một mặt anh hùng có thể vượt qua tất cả các tỷ lệ cược", dẫn đến sự kiện này chỉ được chấm D +"chính sự kiện phần lớn bị đám đông Nữu Hoa Khắc (Neward) phớt lờ, tạo ra những bài hát của CM Punk, Ngày của Lỗ Tắc Phu (Rusev Day). Các nhà văn cảm thấy rằng trận Styles với Nakamura "chắc chắn xứng đáng hơn" vì nó là "tuần thứ hai liên tiếp, WWE đã trình bày một PPV trong đó chức vô địch WWE không gây tranh cãi trong sự kiện chính. Thậm chí tệ hơn, cả hai lần kết thúc mà không có kết thúc rõ ràng ", vì vậy" kết thúc đã giảm đi trong một trận đấu mạnh mẽ "cho một trận đấu hạng B + được xếp loại. Về chủ đề của những cú đánh thấp trong mối thù phong cách-Nakamura". Ngoài ra, trận đấu ngắn gọn và phù hợp cho người đi bộ "giữa Bryan và Big Cass đã được xếp hạng C +, nhưng cuộc tấn công sau trận đấu của Big Cass đã khiến cho" khó mà bỏ qua " anh ta làm cho đám đông trở thành một Big Boot đến mức nào. "
Bob Kapur cho chương trình "SLAMǃ Đô vật" của Canoe.com đã viết rằng "Bạo Liệt Chấn Hám (Backlash) duy nhất nên là những lời chỉ trích cho công ty" cho điều này "khá tệ hại để diễn đạt", "đầy đủ các trận đấu ngu si đần độn với kết thúc mà dao động từ tẻ nhạt đến khủng khiếp". "Kết thúc khủng khiếp" đã ám chỉ rằng trận đấu Styles-Nakmura "cảm thấy như một cú đá lớn đối vào mọi người đang xem". Sự kiện chính "khá nhàm chán", cũng như "Randy Orton bore-a-thon" trận đấu danh hiệu Hoa Kỳ. Những mặt tích cực duy nhất là trận đấu danh hiệu Liên lục địa "tuyệt vời" có "trình tự rõ ràng" và phân đoạn Elias "rất thú vị".
Aaron Oster của Báo Ba Nhĩ Đích Ma Thái Dương Baltimore Sun mô tả Bạo Liệt Chấn Hám (Backlash) rất "mờ nhạt" nhưng tất cả hai trận đấu (Miz-Rollins và Nakamura-Styles) đều tệ và "không có gì kịch tính thực sự xảy ra trong chương trình - không thay đổi tiêu đề, không có khoảnh khắc câu chuyện có ý nghĩa... chương trình ít quan trọng hơn nhiều ". Nhưng ngay cả đối với trận Nakamura-Styles, Oster viết rằng sự lặp lại của kết thúc trận không có từ cuộc Rumble Royal vĩ đại nhất 9 ngày trước đó đã để cho "cốt truyện tiến lên thêm một tuần nữa mà không có gì xảy ra".
Báo Hoa Kỳ Hôm nay USA Today) mô tả những người hâm mộ WWE "choáng váng" và "bốc khói" vì quyết định của WWE để cho trận đấu của Thụy An Tư (Reigns) trở thành sự kiện chính của Bạo Liệt Chấn Hám (Backlash) thay vì trận đấu tranh đai vô địch WWE. Aaron Oster của Báo Ba Nhĩ Đích Ma Thái Dương Baltimore Sun cũng đồng ý về điểm này. Một người hâm mộ đã giải thích rằng sự sắp xếp cho thấy rằng Thụy An Tư (Reigns) quan trọng hơn danh hiệu thế giới, trong khi một người khác chế nhạo cách Thụy An Tư (Reigns) "đã bỏ ra hàng tháng phàn nàn rằng ai đó là công ty yêu thích và có âm mưu chống lại anh ta" nhưng "đang đóng một PPV mà mình được ưu tiên hơn. "

## Hậu quả

### Raw
Trên chương trình Raw hậu Bạo Liệt Chấn Hám (Backlash), Khấu Đặc · An Cách (Kurt Angle) công bố hai trận ba bên trong các trận đấu vòng loại Công Sự Bao (Money in the Bank), chỉ cho Kevin Owens và Braun Strowman như cả hai muốn tham gia vào trận đấu cùng tên. Góc lên kế hoạch một trận đấu giữa Sử Trác Mạn (Strowman) và Owens, Strowman đã thắng. Trong trận ba bên Công Sự Bao (Money in the Bank). Ember Moon đã đánh bại Ruby Riott và Tát Toa · Ban Khắc Tư (Sasha Banks) và trong trận đấu thứ hai, Finn Bálor đã đánh bại Thụy An Tư (Roman Reigns) và Sami Zayn để đủ điều kiện tham gia trận đấu Công Sự Bao (Money in the Bank).
Sau khi giữ lại giải vô địch Liên lục địa tại Bạo Liệt Chấn Hám (Backlash), La Lâm Tư (Seth Rollins) đã nói chuyện với khán giả về triều đại của mình cho đến nay và ban hành một thách thức bảo vệ danh hiệu, sau đó được trả lời bởi Mojo Rawley. Rollins giữ lại bằng cách thực hiện một Blackout.
Sau khi bị DDT Glorious từ Bobby Roode tại Bạo Liệt Chấn Hám (Backlash) trong buổi hòa nhạc của mình, Elias đã vật lộn với Roode.

### SmackDown
Sau Bạo Liệt Chấn Hám (Backlash), cũng có rất nhiều trận đấu vòng loại Công Sự Bao (Money in the Bank) được lên kế hoạch cho tập 8 của SmackDown, bao gồm Kiệt Phu · Cáp Địch (Jeff Hardy) vs. Mễ Tư (The Miz), Đan Ni Nhĩ · Bố Lai Ân (Daniel Bryan) vs. Lỗ Tắc Phu (Rusev), và Hạ Lạc Đặc (Charlotte Flair) vs. Peyton Royce. Tư (Miz) và Lỗ Tắc Phu (Rusev) đã thắng những trận đấu nam, trong khi Hạ Lạc Đặc (Charlotte) giành chiến thắng của cô cho trận nữ.

## Kết quả
| #                                                                                     | Kết quả                                                           | Thể loại                                                  | Thời gian |
| ------------------------------------------------------------------------------------- | ----------------------------------------------------------------- | --------------------------------------------------------- | --------- |
| 1P                                                                                    | Ruby Riott (cùng với Liv Morgan và Sarah Logan) đánh bại Bayley   | Trận đấu đơn                                              | 10:10     |
| 2                                                                                     | Seth Rollins (c) đánh bại The Miz                                 | Trận đấu đơn tranh đai WWE Intercontinental Championship  | 20:30     |
| 3                                                                                     | Nia Jax (c) đánh bại Alexa Bliss                                  | Trận đấu đơn tranh đai WWE Raw Women's Championship       | 10:46     |
| 4                                                                                     | Jeff Hardy (c) đánh bại Randy Orton                               | Trận đấu đơn tranh đai WWE United States Championship     | 12:00     |
| 5                                                                                     | Daniel Bryan đánh bại Big Cass bằng đòn khóa                      | Trận đấu đơn                                              | 7:45      |
| 6                                                                                     | Carmella (c) đánh bại Charlotte Flair                             | Trận đấu đơn tranh đai WWE SmackDown Women's Championship | 10:01     |
| 7                                                                                     | AJ Styles (c) vs. Shinsuke Nakamura kết thúc với kết quả hòa      | Trận đấu No Disqualification tranh đai WWE Championship   | 21:05     |
| 8                                                                                     | Braun Strowman và Bobby Lashley đánh bại Kevin Owens và Sami Zayn | Trận đấu đồng đội                                         | 8:40      |
| 9                                                                                     | Roman Reigns đánh bại Samoa Joe                                   | Trận đấu đơn                                              | 18:10     |
| - (c) – chỉ người vô địch bước vào trận đấu - P – chỉ trận đấu diễn ra trong pre-show |                                                                   |                                                           |           |